# The Wallflower
Yamato Nadeshiko Shichi Henge (яп. ヤマトナデシコ七変化 Ямато Надэсико сити хэнгэ, рус. «Семь обличий Ямато-надэсико»), вышедшая на английском языке под названием «The Wallflower» — популярная сёдзё-манга Томоко Хаякавы в жанре романтическая комедия. Выходила в журнале «Bessatsu Friend» издательства «Коданся» с 13 октября 2000 года по 13 февраля 2015 года. Всего было выпущено 36 томов манги.
Мангу адаптировала студия Nippon Animation. Всего вышло 25 серий по 25 минут. Аниме выходило с 4 октября 2006 по 28 марта 2007 и было снято режиссёром Синъити Ватанабэ. Аниме транслировали на японском канале «TV Tokyo». В России аниме показывали на телеканале 2x2

## Сюжет
Четыре молодых человека (Кёхэй, Раммару, Такэнага и Юкинодзё) сняли большой особняк для проживания. Его хозяйка просит присмотреть за своей племянницей Сунако и превратить её в настоящую леди. В случае успеха парни будут проживать бесплатно, а в случае провала плата повысится в 3 раза. Дело осложняет то, что сама Сунако давно перестала следить за собой и увлекается всем, связанным со смертью — дружит с анатомическими манекенами и смотрит исключительно фильмы ужасов.

## Список персонажей

### Главные персонажи
Сунако Накахара (яп. 中原 スナコ Накахара Сунако) — девушка-хикикомори. Увлекается всем, что связано со смертью. Имеет у себя несколько анатомических манекенов: Хироси, Акиру и Жозефину, с которыми проводит большую часть своего свободного времени. Хироси считает своим лучшим другом и в одной из серий заявляет, что он ей дороже чем кто-либо другой. Раньше она была как все нормальные девушки, следила за собой, пыталась сбросить вес, но после того, как человек, которому она призналась в любви, сказал ей, что ненавидит уродин, Сунако перестала следить за собой. В детстве была милой и жизнерадостной, была в хороших отношениях с отцом и матерью. После инцидента с парнем, который отверг её, Сунако стала больше времени проводить в своей комнате. Тщательно скрывала свою комнату от отца, а мать, после того, как узнала, что у неё там творится, помогала ей. Часто, не может выдержать более 10-ти секунд в обществе «сияющих созданий», точнее, парней, с кем должна жить в одном особняке. После этого, у неё из носа начинает идти кровь. В хороших отношениях со своей тётей, которая просила «сияющую» четверку превратить Накахару в леди, а затем и в супер-леди. Она испытывает смешанные чувства к Кёхэю, но с развитием сюжетной линии их связь становится более прочной.
Сэйю: Юкико Такагути
Кёхэй Такано (яп. 高野 恭平 Такано Кё:хэй) — один из четырёх парней, снимающих особняк, и наиболее популярный из них. Невероятно красив. Умеет и любит драться. Вспыльчив и прожорлив (весьма). Толпы девушек всегда бегают за ним по улице. Ушел из дома из-за матери, не выдержавшей непрерывных потоков писем, факсов, подарков, звонков в дверь и по телефону от поклонниц. Живёт на свои деньги (не родительские), и потому постоянно в них нуждается. Очень любит еду, которую готовит Сунако Накахара, особенно жареные креветки. У этого парня много проблем из-за его внешности. Поначалу боялся Сунако больше остальных, точнее, больше Раммару и Такэнаги. Порой не упустит момента, чтобы подшутить над Накахарой, однако ценит её больше остальных и защищает, когда она в нём нуждается. Любимый продукт — клубника.
Сэйю: Сётаро Морикубо
Такэнага Ода (яп. 織田 武長 Ода Такэнага) — один из четырёх парней, снимающих особняк. Спокойный, вежливый, но временами занудный. Очень умен. Он из богатой семьи, его отправили к тетушке из-за того, что он был очень строго воспитан и из-за этого замкнулся в себе. Любит и часто читает книги. За друзей всегда горой. Однако, в некоторых делах довольно необычен. Например, когда она попали на Пиратский остров, купленный тётушкой Сунако, он хотел найти остатки динозавров. Сначала был холоден ко всем, даже к девушкам, которые постоянно преследовали эту четвёрку. Затем, появилась Касахара Ной, которая позже стала девушкой Такэнаги.
Сэйю: Томокадзу Сугита
Раммару Мории (яп. 森井 蘭丸 Мории Раммару) — один из четырёх парней, снимающих особняк. Бабник. Предпочитает женщин постарше и поопытнее. Был обручён с Кикунои Тамао. В своих чувствах к ней очень сомневался, и возможно, сомневается до сих пор, но обещал, что когда будет в них уверен, то обязательно скажет «Госпоже» свой ответ. Был в восторге после того, как увидел мать Сунако Накахары, в фантазиях сразу же начали появляться мысли о том, какой бы стала сама Сунако, когда выросла бы.
Сэйю: Хирофуми Нодзима
Юкинодзё Тояма (Юки) (яп. 遠山 雪之丞 То:яма Юкинодзё:) — один из четырёх парней, снимающих особняк. Внешне очень похож на девушку, и поэтому при каждом удобном случае в девушку наряжают именно его. До переезда в особняк любил носить женскую одежду, затем дал себе обещание так не поступать (что не всегда удается). Самый младший, очень любит животных. Мечтает стать таким же сильным и смелым как Кёхей, но в 22 серии аниме Кёхей объясняет ему, что это не главное, гораздо важнее то, что Юки получает в месяц больше всех писем от родителей. С самого начала у него были мечты о том, чтобы они с Раммару и Такэнагой были лучшими друзьями (до прихода Кёхэя). Далее, всё могло бы обрушиться, если бы не приведённый тётушкой Такано Кёхэй. Больше всех боится увлечений Сунако и её саму. Даже тогда, когда вроде бы все привыкли друг к другу, Юкинодзё всё равно считает Накахару Сунако жуткой.
Сэйю: Юя Ямагути

### Второстепенные персонажи
- Касахара Нои (яп. 笠原 乃依 Нои Касахара) — девушка Такэнаги. Невероятная красавица, самая популярная девушка в школе. После того, как она сдружилась с Такэнагой, стала частой гостьей в их доме. Помогала в некоторых делах Накахаре Сунако, а также, являлась некой поддержкой в некоторых ситуациях. Помогала преобразиться Сунако в настоящую леди. Стала ей подругой, также, как и «Госпожа».
- Тамао Кикунои (яп. 菊之井 玉绪 Кикунои Тамао) — она из очень богатой и известной семьи. Невеста Раммару. Этот брак по просьбе отца Раммару. Но Раммару сомневается в своих чувствах к ней. И как только определится даст ответ. Кикунои ходит в школу для девочек. Её увозил и привозил куда-либо личный водитель. Она до этого не общалась с парнями. И поэтому влюбилась в Раммару.
- Хироси (яп. ヒロシ) — один из анатомических манекенов Сунако. Это её первый такой манекен. Она нашла его на помойке, когда возвращалась домой после того, как её отверг парень. Сунако считает его своим лучшим другом, хотя и понимает, что он не человек. Ухаживает за ним больше всех, даже, порой, ест вместе с ним.
- Акира — манекен Сунако, только верхняя часть.
- Жозефина — манекен Сунако. Скелет с зелёным шарфом и красной шляпой. Позднее Сунако выдаёт её замуж за новый скелет.